# 1731

## أحداث
- تأسيس مدينة خوفد وتقع حاليا في منغوليا.
- جون بفيس يراقب سديم السرطان للمرة الأولى في التاريخ الحديث

## مواليد
- فريدريش فيلهلم فون ليسير
- هنري كافيندش

## وفيات
- دانييل ديفو
- عبد الغني النابلسي